# Meum
- Commons
- Wikispecies

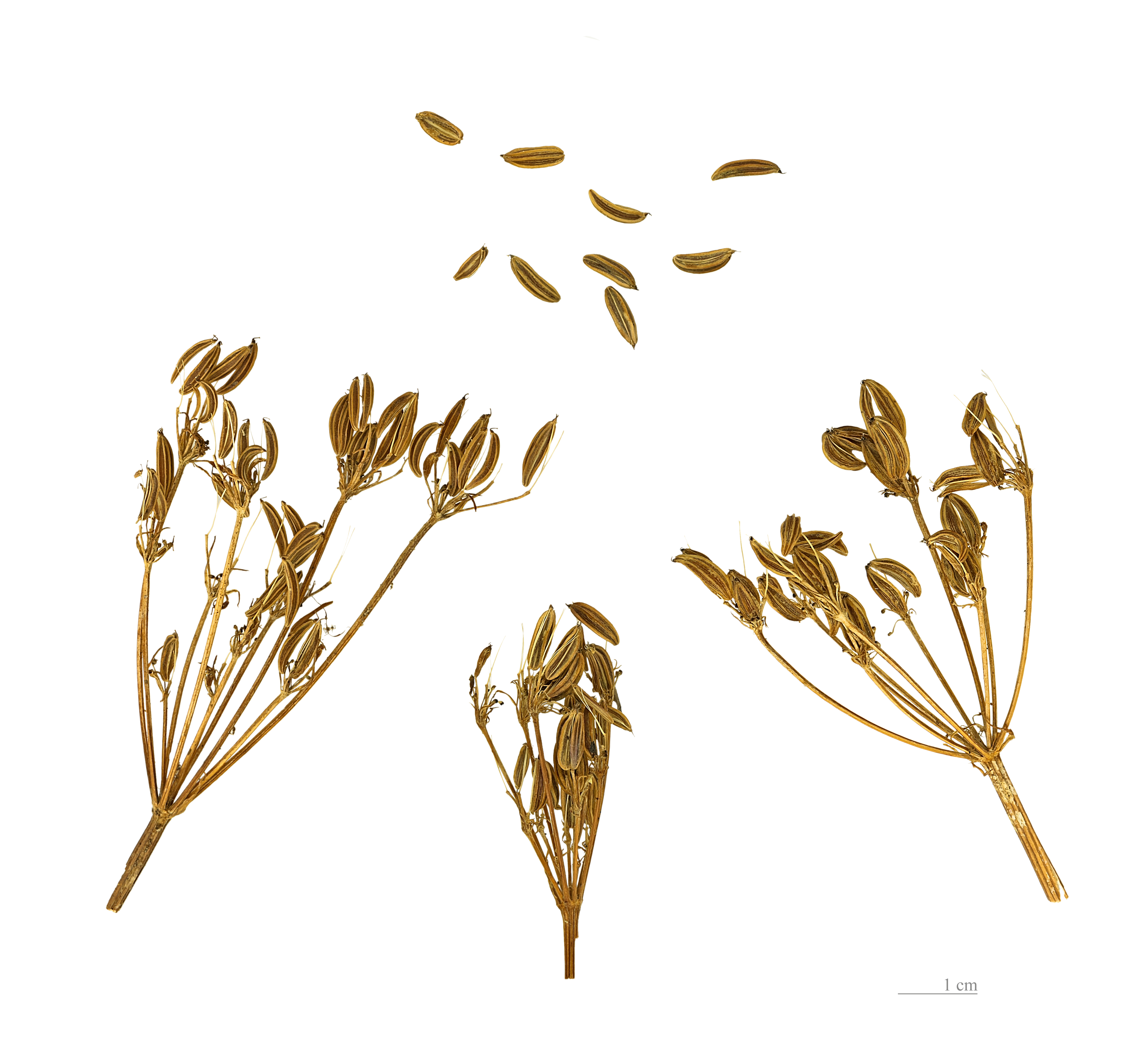
Frutos e sementes - MHNT

Meum é um género botânico pertencente à família Apiaceae.
1. ↑  «Meum — World Flora Online». www.worldfloraonline.org. Consultado em 19 de agosto de 2020